# Conus rolani
Espèce
Statut de conservation UICN

 LC  : Préoccupation mineure
Conus rolani est une espèce de mollusques gastéropodes marins de la famille des Conidae.
Comme toutes les espèces du genre Conus, ces escargots sont prédateurs et venimeux. Ils sont capables de « piquer » les humains et doivent donc être manipulés avec précaution, voire pas du tout.

## Description
La taille de la coquille varie entre 37 mm et 70 mm.
La conantokine-R1-A est une toxine dérivée du venin de Conus rolani.
Cet escargot de mer a récemment été étudié en ce qui concerne les composés toxiques de son venin qui peuvent remplacer l'effet analgésique de la morphine. 

## Distribution
Cette espèce marine est présente au large de Taiwan et de Papouasie-Nouvelle-Guinée.

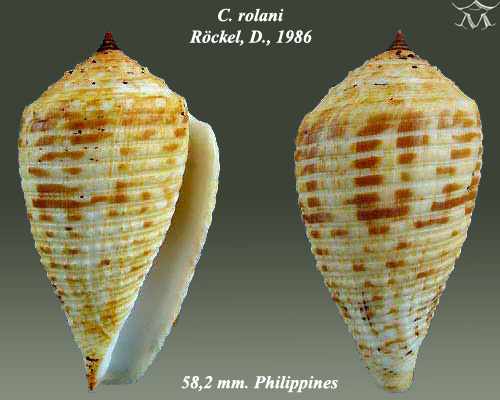
Conus rolani Röckel, D., 1986
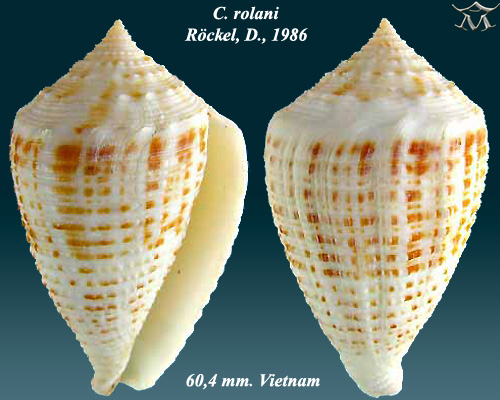
Conus rolani Röckel, D., 1986

### Niveau de risque d’extinction de l’espèce
Selon l'analyse de l'UICN réalisée en 2011 pour la définition du niveau de risque d'extinction, cette espèce est présente à Taiwan et aux Philippines, en Papouasie-Nouvelle-Guinée et à Makassar dans le Sulawesi, en Indonésie. Cette espèce est très commune dans les zones d'eau profonde aux Philippines. Il s'agit d'une espèce très répandue et les indicateurs de marché suggèrent qu'elle est commune. Il n'y a actuellement aucune menace majeure connue pour cette espèce. Cette espèce est classée dans la catégorie " préoccupation mineure ".

## Taxonomie

### Publication originale
L'espèce Conus rolani a été décrite pour la première fois en 1986 par le malacologiste allemand Dieter Röckel (d) dans « Spixiana »,.

### Synonymes
- Asprella rolani (Röckel, 1986) · non accepté
- Conus (Asprella) rolani Röckel, 1986 · appellation alternative
- Phasmoconus rolani (Röckel, 1986) · non accepté